# La cursa del sol
La cursa del sol (títol original: Race the Sun) és una pel·lícula estatunidenca dirigida per Charles T. Kanganis, estrenada l'any 1996. Està basat en la història de l'equip de la Konawaena High School que acaba 18è en el World Solar Challenge el 1990 i va ser el primer equip d'un institut en acabar la carrera. Ha estat doblada al català.

## Argument
Un grup d'estudiants d'institut de Hawaii és convidat per la seva nova professora de ciències a presentar un projecte científic. Construeixen un cotxe solar i guanyen una competició local davant un vehicle patrocinat per una empresa. Marxen llavors a Austràlia per participar en el World Solar Challenge.

## Repartiment
- Halle Berry: Sandra Beecher
- James Belushi: Frank Machi
- Bill Hunter: el comissari Hawkes
- Casey Affleck: Daniel Webster
- Eliza Dushku: Cindy Johnson
- Kevin Tighe: Jack Fryman
- Anthony Ruivivar: Eduardo Braz
- J. Moki Cho: Gilbert Tutu
- Dion Basco: Marco Quito
- Sara Tanaka: Unit Kakamura
- Nadja Pionilla: Oni Nagano
- Adriane Napualani Uganiza: Luana Kanahele
- Steve Zahn: Hans Kooinan
- Robert Hughes: Judd Potter
- Jeff Truman: Ed Webster
- Joel Edgerton: Steve Fryman
- Tyler Coppin: Bob Radford
- Marshall Napier: M. Cronin
- Michael Burgess: Guy

## Rebuda
El film ha informat 1.945.552 $ al box-office estatunidenc.
Obté un 22% de critiques positives, amb una nota mitjana de 4,8/10 i sobre 9 critiques recollides, en el lloc Rotten Tomatoes.